# Doryodes sanguifusa
Doryodes sanguifusa är en fjärilsart som beskrevs av Jones 1908. Doryodes sanguifusa ingår i släktet Doryodes och familjen nattflyn. Inga underarter finns listade i Catalogue of Life.